# Cheilopogon simus
Cheilopogon simus är en fiskart som först beskrevs av Valenciennes, 1847.  Cheilopogon simus ingår i släktet Cheilopogon och familjen Exocoetidae. Inga underarter finns listade i Catalogue of Life.